# The Bigamist
The Bigamist is een Amerikaanse film noir uit 1953 onder regie van Ida Lupino.

## Verhaal
Harry Graham krijgt op zakenreis in Los Angeles een verhouding met de serveerster Phyllis Martin. Als ze zwanger raakt van hem, trouwt Graham met haar. Graham heeft al een vrouw. Wanneer zij ontdekt dat hij een tweede huwelijk heeft, spant ze een proces aan tegen haar man.

## Rolverdeling
| Acteur          | Personage                      |
| --------------- | ------------------------------ |
| Joan Fontaine   | Eve Graham                     |
| Ida Lupino      | Phyllis Martin                 |
| Edmund Gwenn    | Mijnheer Jordan                |
| Edmond O'Brien  | Harry Graham / Harrison Graham |
| Kenneth Tobey   | Tom Morgan                     |
| Jane Darwell    | Mevrouw Connelley              |
| Peggy Maley     | Telefoniste                    |
| Lilian Fontaine | Juffrouw Higgins               |
| Matt Dennis     | Mat Dennis                     |
| John Maxwell    | Rechter                        |